# Neujahrsflut 1721
Die Neujahrsflut von 1721 richtete vom 31. Dezember 1720 bis 1. Januar 1721 an der Nordseeküste große Schäden an. Drei Jahre nach der Weihnachtsflut von 1717 zerstörte die noch höhere Neujahrsflut zahlreiche der zuvor notdürftig reparierten Deiche. Der Sturm war nicht so heftig wie bei den vorigen Fluten, hielt aber dafür länger an.

## Schäden
Auf Föhr drang das Wasser, nachdem der Deich gebrochen war, ins Land und überflutete die Föhrer Marsch. Auf Nordstrandischmoor wurden vom Pastorat sämtliche Wände eingedrückt und die Kirche verwüstet, Kanzel, Altar, Beichtstuhl und gesamte Bestuhlung wurden weggespült. Sämtliche Häuser wurden beschädigt und drei ins Meer gerissen. Die Hallig Hooge wurde überflutet, und das Wasser riss vier Häuser fort, die restlichen Häuser wurden fast vollständig ruiniert. Nordmarsch wurde schon durch die hohe Ebbe teilweise überspült. Zwei Stunden später wurden die Häuser auf den Warften vom Wasser heimgesucht und sieben davon weggerissen. Eine Frau und ihre beiden kleinen Kinder ertranken. Die Kirche auf Langeneß wurde beschädigt und der Kirchhof so schwer verwüstet, dass viele Leichen aus ihren Gräbern ausgespült wurden und wegtrieben. Daneben ertranken sieben Kühe und 39 Schafe. Auf Oland wurden fast alle Häuser beschädigt.
Alle Köge im Herzogtum Schleswig wurden vom Wasser überschwemmt, außer den beiden Christian-Albrechts-Kögen im Amt Tondern. Südermarsch wurde vom Wasser heimgesucht, und der Porrenkoog stand völlig unter Wasser. In Husum stand das Wasser höher als bei den beiden Fluten 1717 und 1718, Brücken wurden zerstört, in den Häusern stand tagelang das Wasser.
Bei der Eddelaker Bracke in Dithmarschen riss das Wasser einige der nahe stehenden Häuser weg, wobei einige Menschen ums Leben kamen. Bei Kudensee entstand erneut ein Brack, der 50 bis 100 Fuß breit und 16 Fuß tief war. Man ging davon aus, dass das Wasser diesmal fast einen Fuß höher stand als bei den Fluten 1717 und 1718. In den Dörfern Aebtissinwisch und Seedorf stieg das Wasser fast zwei Fuß höher als bei der Flut 1718 und richtete noch mehr Schaden an. Von dem hohen Moor in der Nähe, das schon bei der vorigen Flut stark gelitten hatte, wurde ein drei Morgen großes Stück herausgerissen, das die Ländereien zweier benachbarter Höfe unbrauchbar machte.
Der Elbdeich von Sankt Margarethen bis Wewelsfleth wurde erbärmlich zugerichtet und fast ganz zerrissen, so dass die Fluten mehr als tonnenhoch darüber stürzte. Die Häuser am Deich von Brokdorf wurden zum Teil weggespült oder stark beschädigt. Das Wasser floss bis in die Gujer Marsch und danach über den Ohlenburgsfühldeich, wo ein Grundbruch entstand und dadurch das Beckmünder Land und Brockmoor ganz unter Wasser gesetzt wurde. Auf der anderen Seite der Stör wurden Heiligenstedtenerkamp, Hochdorper und Barenflether Land zum Teil unter Wasser gesetzt. Bei Heiligenstedten lief die Flut durch alle auf dem Deich stehenden Häuser, und in dem neuen Armenhaus stand das Wasser über einen Fuß hoch.
Die Wilsterau lief über und die Dörfer Moorhusen und Neuendorf-Sachsenbande standen bis zu vier bis fünf Fuß hoch unter Wasser. In der Wilstermarsch übertraf diese Flut gleichfalls die Fluten der vergangenen Jahre in Ausdehnung und Höhe. Durch die Flut wurde die Wilstermarsch in einen See verwandelt, dabei ertranken fünf Menschen und viel Vieh kam ums Leben.
Die Insel Helgoland wurde infolge der Sturmflut von der Düne getrennt, als der Steinwall, die Landverbindung, überspült und abgetragen wurde. Einige Häuser auf dem Vorland wurden ins Meer gerissen.
In Ostfriesland wurden die Deiche aus Mangel an Erde weiter ins Hinterland verlegt, die Dörfer Bettewehr II und das 1717 untergegangene Itzendorf ausgedeicht und damit aufgegeben.